# (16755) Cayley
(16755) Cayley est un astéroïde de la ceinture principale.

## Description
(16755) Cayley est un astéroïde de la ceinture principale. Il fut découvert le 9 septembre 1996 à Prescott (Arizona) par Paul G. Comba. Il présente une orbite caractérisée par un demi-grand axe de 2,59 UA, une excentricité de 0,27 et une inclinaison de 4,6° par rapport à l'écliptique.

## Compléments